# Who Can You Trust?
Who Can You Trust? – debiutancki album studyjny brytyjskiej grupy triphopowej Morcheeba wydany 8 kwietnia 1996.

## Lista utworów[3]
1. „Moog Island” – 5:21
2. „Trigger Hippie” – 5:31
3. „Post Houmous” – 1:48 (instrumental)
4. „Tape Loop” – 4:42
5. „Never an Easy Way” – 6:41
6. „Howling” – 3:40
7. „Small Town” – 5:09
8. „Enjoy the Wait” – 1:07 (instrumental)
9. „Col” – 4:07
10. „Who Can You Trust?” – 8:56
11. „Almost Done” – 6:38
12. „End Theme” – 2:27 (instrumental)